# یاتسک نیه‌ژیخوفسکی
یاتسک نیه‌ژیخوفسکی (لهستانی: Jacek Nieżychowski؛ ‏ ۲۹ ژانویهٔ ۱۹۲۴ – ۲۳ مهٔ ۲۰۰۹) بازیگر، خواننده و روزنامه‌نگار اهل لهستان بود.
از مجموعه‌های تلویزیونی که وی در آن‌ها نقش داشته است، می‌توان به سرنوشت‌های لهستانی اشاره نمود.